# Secció de ciclisme del Futbol Club Barcelona
La secció de ciclisme del Futbol Club Barcelona fou una antiga secció del club ja desapareguda.

## Història
La secció es va crear el 1927, incorporant grans estrelles en aquell moment com Marià Cañardo o Muç Miquel. Va aconseguir victòries en proves com la Volta a Catalunya o la Volta a Espanya. L'any 1943 desaparegué per motius econòmics.
L'any 2003, el president en aquell temps del club, Joan Laporta, va voler recuperar la secció. Es va intentar fer un projecte per a ciclistes amateurs que tenia com a director esportiu a Melcior Mauri. Però el 2007, un altre cop els problemes econòmics van fer tancar la secció.

## Principals ciclistes
- Marià Cañardo
- Juli Borràs
- Joan Juan
- Muç Miquel
- Joan Mateu Ribé
- Josep Campamà
- Julián Berrendero
- Federico Ezquerra
- Antonio Andrés Sancho
- Diego Cháfer
- Manel Costa
- Agustí Miró
- Antonio Destrieux
- Joan Gimeno
- Manuel Izquierdo
- Fermín Trueba Pérez
- Fernando Murcia
- Delio Rodríguez Barros

## Palmarès
- 1r a la Volta a Catalunya de 1927 (amb Marià Cañardo)
- 1r a la Volta a Catalunya de 1941 (amb Antonio Andrés Sancho) i la classificació per equips
- 1r a la Volta a Catalunya de 1942 (amb Federico Ezquerra) i la classificació per equips
- 1r a la Classificació per equips de la Volta a Espanya de 1942
- 1r a la Volta a Catalunya de 1943 (amb Julián Berrendero) i la classificació per equips